# Avon Championships of Houston 1981 - Doppio
Il doppio del torneo di tennis Avon Championships of Houston 1981, facente parte del WTA Tour 1981, ha avuto come vincitrici Sue Barker e Ann Kiyomura-Hayashi che hanno battuto in finale Regina Maršíková e Mary Lou Daniels 5-7, 6-4, 6-3.

## Teste di serie
1. Assente

1. Hana Mandlíková /  Betty Stöve (primo turno)

## Tabellone

### Legenda
| - Q = Qualificato - WC = Wild card - LL = Lucky loser | - ALT = Alternate - SE = Special Exempt - PR = Protected Ranking | - w/o = Walkover - r = Ritirato - d = Squalificato |

|  | Quarti di finale                          | Quarti di finale                          | Quarti di finale                          | Quarti di finale | Quarti di finale |  |  | Semifinali                        | Semifinali                        | Semifinali                        | Semifinali                      | Semifinali |   |   | Finale                            | Finale                            | Finale | Finale | Finale |  |
|  |                                           |                                           |                                           |                  |                  |  |  |                                   |                                   |                                   |                                 |            |   |   |                                   |                                   |        |        |        |  |
|  | Mima Jaušovec Joanne Russell              | Mima Jaušovec Joanne Russell              | Mima Jaušovec Joanne Russell              | 6                | 6                |  |  |                                   |                                   |                                   |                                 |            |   |   |                                   |                                   |        |        |        |  |
|  | Heidi Eisterlehner Marianne van der Torre | Heidi Eisterlehner Marianne van der Torre | Heidi Eisterlehner Marianne van der Torre | 1                | 3                |  |  | Mima Jaušovec Joanne Russell      | Mima Jaušovec Joanne Russell      | Mima Jaušovec Joanne Russell      | 0                               | 4          |   |   |                                   |                                   |        |        |        |  |
|  | Regina Maršíková Mary Lou Daniels         | Regina Maršíková Mary Lou Daniels         | 6                                         | 5                | 7                |  |  | Regina Maršíková Mary Lou Daniels | Regina Maršíková Mary Lou Daniels | Regina Maršíková Mary Lou Daniels | 6                               | 6          |   |   |                                   |                                   |        |        |        |  |
|  | Betsy Nagelsen Virginia Wade              | Betsy Nagelsen Virginia Wade              | 1                                         | 7                | 6                |  |  |                                   |                                   |                                   |                                 |            |   |   | Regina Maršíková Mary Lou Daniels | Regina Maršíková Mary Lou Daniels | 7      | 4      | 3      |  |
|  | Bettina Bunge Pam Teeguarden              | Bettina Bunge Pam Teeguarden              | Bettina Bunge Pam Teeguarden              | 6                | 6                |  |  |                                   |                                   | Sue Barker Ann Kiyomura-Hayashi   | Sue Barker Ann Kiyomura-Hayashi | 5          | 6 | 6 |                                   |                                   |        |        |        |  |
|  | Renee Blount Kate Latham                  | Renee Blount Kate Latham                  | Renee Blount Kate Latham                  | 4                | 3                |  |  | Bettina Bunge Pam Teeguarden      | Bettina Bunge Pam Teeguarden      | Bettina Bunge Pam Teeguarden      | 3                               | 1          |   |   |                                   |                                   |        |        |        |  |
|  |                                           | Sue Barker Ann Kiyomura-Hayashi           | Sue Barker Ann Kiyomura-Hayashi           | 6                | 6                |  |  | Sue Barker Ann Kiyomura-Hayashi   | Sue Barker Ann Kiyomura-Hayashi   | Sue Barker Ann Kiyomura-Hayashi   | 6                               | 6          |   |   |                                   |                                   |        |        |        |  |
|  | 2                                         | Hana Mandlíková Betty Stöve               | Hana Mandlíková Betty Stöve               | 3                | 1                |  |  |                                   |                                   |                                   |                                 |            |   |   |                                   |                                   |        |        |        |  |